# Toyota Princess Cup 2001
Toyota Princess Cup 2001 — жіночий тенісний турнір, що проходив на відкритих кортах з твердим покриттям у Токіо (Японія). Належав до турнірів 2-ї категорії в рамках Туру WTA 2001. Турнір відбувся вп'яте і тривав з 17 до 23 вересня 2001 року.Третя сіяна Єлена Докич здобула титул в одиночному розряді й отримала 90 тис. доларів США.

## Фінальна частина

### Одиночний розряд
Єлена Докич —  Аранча Санчес Вікаріо, 6–4, 6–2
- Для Докич це був 2-й титул в одиночному розряді за рік і за кар'єру.

### Парний розряд
Кара Блек /  Лізель Губер —  Кім Клейстерс /  Ай Суґіяма, 6–1, 6–3